# Les Invasions barbares
Les Invasions barbares is een Canadese tragikomische film uit 2003 onder regie van Denys Arcand. De film is het tweede luik uit een losse trilogie waartoe ook Le Déclin de l'empire américain (1986) en L'Âge des ténèbres (2007) behoren. Arcand won met deze film de Oscar voor Beste buitenlandse film.

## Verhaal
Rémy is een linkse hoogleraar geschiedenis, die kanker heeft en spoedig zal sterven. Zijn vrouw heeft hem jaren geleden verlaten, omdat hij voortdurend achter de vrouwen aanzat. Zijn zoon is intussen miljardair geworden. Hij woont echter in Londen en hij haat zijn vader. Zijn vrienden zijn door de jaren heen van hem vervreemd geraakt. Uiteindelijk komen zijn oude vrienden en zijn zoon toch naar Rémy toe om afscheid van hem te nemen.

## Rolverdeling
- Rémy Girard: Rémy
- Stéphane Rousseau: Sébastien
- Dorothée Berryman: Louise
- Louise Portal: Diane
- Dominique Michel: Dominique
- Yves Jacques: Claude
- Pierre Curzi: Pierre
- Marie-Josée Croze: Nathalie
- Marina Hands: Gaëlle
- Toni Cecchinato: Alessandro
- Mitsou: Ghislaine
- Isabelle Blais: Sylvaine
- Roy Dupuis: Gilles Levac